# USS LST-468
O USS LST-468 foi um navio de guerra norte-americano da classe LST que operou durante a Segunda Guerra Mundial.